# Леон Шустер
Леон Ернест «Шукс» Шустер (нар. 21 травня 1951) — південноафриканський кінорежисер, комік, актор, жартівник і співак.

## Раннє життя
Шустера змалку приваблював процес кіновиробництва. У дитинстві вони з братом розігрували свою сім'ю і знімали це на відео. В інтерв'ю 2010 року про своє раннє життя в Блумфонтейні він пояснив: «Я пам'ятаю, як біг по проходу театру „Рітц“, граючи в ковбоїв і шахраїв, що було в моді в той час. Я також пам'ятаю, як любив Лорел і Харді, Чарлі Чапліна і „Трьох маріонеток“. Я завжди щось розігрував і витворяв всякі дурниці. Я обдурював бабусю, щоб вона думала, що я вистрілив собі в ногу з рушниці… томатний соус скрізь, я верещав, як дика свиня. Витівки просто в моїй натурі, але я ніколи не думав, що стану кінозіркою… ні, я не кінозірка, я просто місцевий африкаанс, який любить розважати людей».
Шустер навчався на бакалавра в Університеті Орандж Фрі Стейт, де грав у регбі за першу команду. Він повернувся до Джима Фуше як викладач протягом двох років.

## Кар'єра
Шустер почав працювати у Південноафриканській радіомовній корпорації. Під час роботи в SABC він створив радіосеріал на африкаанс «Vrypostige Mikrofoon» з Фанусом Раутенбахом, в якому він маскував свій голос і робив телефонні розіграші з жертвами, які нічого не підозрювали.

### Музика
У 1982 році до Шустера звернувся лейбл Decibel Records з проханням записати серію спортивних пісень, в результаті чого його перший альбом під назвою «Leon Schuster» розійшовся накладом у 10 000 примірників. Його другий альбом, «Broekskeur», розійшовся накладом понад 40 000 примірників. За ним послідували «Briekdans» і «Leon Schuster — 20 Treffers», які розійшлися накладом понад 270 000 копій.
Його хітовий диск «Hier Kom Die Bokke» отримав музичну нагороду FNB Sama Music Award як найбільш продаваний диск 1995 року. Його наступний диск, «Gatvol in Paradise», розійшовся накладом понад 125 000 примірників і став неофіційним гімном Гаутенгу, «Gautengeleng». У 2019 році було перевидано «Hey Bokke!» — адаптацію пісні 1960-х років «Hey Baby» в надії на те, що блискавка може вдарити двічі. Південна Африка виграла Чемпіонат світу з футболу. Південноафриканський поет-пісняр Дон Кларк був співавтором тексту пісні.

### Кіно
Перший повнометражний фільм Шустера «Ви, мабуть, жартуєте!», створений у співпраці з Йоханом Шольцем та Елмо де Віттом, став популярним серед південноафриканської аудиторії та став поштовхом до продовження You Must be Joking! теж.
Ці фільми були відвертими замальовками камери, і Шустер зняв ще багато таких фільмів, а також фільмів, які знімали звичайні фільми, у тому числі «Містер Кістки», його найуспішніший фільм, який заробив понад 33 ранди мільйонів у прокаті Південної Африки.
16 вересня 2011 року було повідомлено, що наступний фільм Шустера "Божевільні друзі" буде частково профінансований компанією Уолта Діснея, яка також займатиметься розповсюдженням і маркетингом фільму. Фільм вийшов у прокат у 2012 році, у ньому Шустер знявся разом із коміксом Кеннетом Нкосі. Він отримав погані відгуки та отримав 4,5 R мільйонів у перші вихідні з бюджету у 20 рандів мільйон.

## Критика руху BLM
Список із шести фільмів Леона Шустера було видалено з популярної потокової платформи Showmax, очікуючи перевірки на вміст, що має расистську точку зору. Шустер використовував макіяж, щоб замаскувати себе під темношкіру людину в багатьох своїх фільмах, і це вважається blackface. Це сталося під час загострення протестів Black Lives Matter. Шустер відреагував, сказавши, що він «шокований» і «не може повірити, що зміст його фільмів шкодить». Він сказав, що його робота «безневинна», а він просто «смішить людей».

### Комедійний стиль і Blackface
За словами Шустера, його привабливість для публіки пов'язана з тим, що він "привчив їх до певного стилю комедії, який їм, здається, подобається. Вони люблять неприємності, і вони знають, що коли з'являється Шустер, то з'являються неприємності. Їм також подобається, що я висміюю злободенні теми, ризикую і ризикую ….. і отримую «моєр».
У 2018 комік «нейтрально ставився до будь-яких расових стереотипів у своїх фільмах», але відкрито зізнався, що «дещо шкодує про те, що отримав прибуток від маскування під темношкірого». Далі він зазначив: "Мені дуже шкода, що я не можу зняти «Маму Джека 2». Якби моя мрія збулася, моїм наступним фільмом був би «Мама Джека 2». Але особливо в Твіттері вони сказали триматися подалі від чорношкірих. Це були чорні люди, які розмовляли зі мною, і ти маєш слухати. Я не можу цього зробити, тому що мене сильно критикуватимуть. У минулі часи це нікого не турбувало. Але не можу цього зробити. Немає жодного актора у світі, який би це зробив.«.Вилення фільмів на Showmax
19 червня 2020 року південноафриканський стрімінговий сервіс Showmax видалив понад шість фільмів Шустера, назвавши його контент "расово нечутливим", оскільки він використовував темношкіре обличчя у багатьох своїх фільмах для "комедійного ефекту". Це сталося під час посилення протестів Black Lives Matter. Шустер відреагував, заявивши, що він "шокований" і "не може повірити, що зміст його фільмів може завдати якоїсь шкоди". Він сказав, що його робота "невинна" і що він просто "жартує над людьми".
Фільм "Відвертий і безстрашний" (2018) повернули в прокат після перегляду.

## Видалення фільмів на Showmax
19 червня 2020 року південноафриканський стрімінговий сервіс Showmax видалив понад шість фільмів Шустера, назвавши його контент "расово нечутливим", оскільки він використовував темношкіре обличчя у багатьох своїх фільмах для "комедійного ефекту". Це сталося під час посилення протестів Black Lives Matter. Шустер відреагував, заявивши, що він "шокований" і "не може повірити, що зміст його фільмів може завдати якоїсь шкоди". Він сказав, що його робота "невинна" і що він просто "жартує над людьми".
Фільм "Відвертий і безстрашний" (2018) повернули в прокат після перегляду.

## Фільмографія
| Рік      | Фільм                                              | Роль                         | Касові збори         | Саундтрек Музика                         |
| 1986 рік | You Must Be Joking!                                | Schucks                      |                      |                                          |
| 1987 рік | You Must Be Joking! Too                            | Schucks                      | 43 мільйони          |                                          |
| 1989 рік | Oh Schucks…It's Schuster!                          | Schucks                      |                      |                                          |
| 1990 рік | Oh Schucks…! Here Comes U.N.T.A.G                  | Квагга Робертсе              |                      |                                          |
| 1991 рік | Sweet 'n Short                                     | Солодкий Кутзі               |                      | Кларк/Бремер у виконанні Adult Art       |
| 1993 рік | Несамовиті пригоди янкі в Африці                   | Носоріг Лабушань             |                      |                                          |
| 1997 рік | Panic Mechanic                                     | Schucks                      |                      |                                          |
| 1999 рік | Millennium Menace                                  | Schucks                      | 40 мільйонів         | In Love With You співає Dana Winner      |
| 2001 рік | Mr Bones                                           | Bones                        | 33 мільйони          |                                          |
| 2004 рік | Oh Schuks… I'm Gatvol                              | Schucks                      |                      |                                          |
| 2005 рік | Мама Джек                                          | Джек Терон Мама Боло Дональд | 4,4 мільйона доларів |                                          |
| 2008 рік | Mr Bones 2: Back from the Past                     | Bones                        | 35 мільйонів         | Музика до пісень у виконанні Дона Кларка |
| 2010 рік | Schuks Tshabalala's Survival Guide to South Africa | Schuks Tshabalala            |                      | Шустер/ Кларк у виконанні Crutchmullets  |
| 2012 рік | Mad Buddies                                        | Boetie                       |                      |                                          |
| 2013 рік | Schuks! Your Country Needs You                     | Schucks                      |                      | Дон Кларк                                |
| 2015 рік | Schuks! Pay Back The Money                         | Schucks                      |                      | Дон Кларк                                |
| 2018 рік | Frank and Fearless                                 | Frank                        |                      | Нік Пейтон і Дон Кларк                   |
| 2022 рік | Mr Bones 3: Son of Bones                           | Bones                        |                      |                                          |

## Дискографія

### Альбоми
- Wat Kan Lekkerder Wees - Vinyl album with Cora Marie[42]
- Leon Schuster (1982) [43] Re-released on CD in 1993
- Broekskeur (1983)[44]
- Waar En Wolhaar (1983)[45] Re-released 2009 EMI Music South Africa (Pty) Ltd
- Briekdans (1984)[46]
- Rugby (1985)[47] Including songwriters C Pops (Daisyblom), L. Carstens (Doring Van Despatch-co-write), B. Louw (Bokbusters-co-write), Symile, Delancray (Ekke Boo co-write), H. Bierman (Lekker In Suid-Afrika co-write), B. Louw (Rugbyklanke co-write)
- You Must Be Joking! (1986)[48]
- Dasiefoutie (1988)[49]
- "Shakin" Schuster En Sy Opkikkers (1992)[50]
- Hie' Kommie Bokke (1995)[51]
- Gautvol in Paradise (1997)[10]
- Die Vrypostige Mikrofoon, Volume 1 (1998)[52]
- Die Vrypostige Mikrofoon, Volume 2 (1998)[53]
- Baas Funny Plaas (1999)[54]
- Springbok Rugby Hits - Bring it Home (1999)[55]
- My Beste Jare (2001)[56] Including songs by Steve Hofmeyr, David Kramer, Patricia Lewis, The Bats, Zoon Stander and PJ Powers
- My Mates – Die Bokke[57](2001)
- Groen, Goud En White (2002)[58] Compilation album with Steve Hofmeyr, Johnny Clegg, Claire Johnston, Jeff Maluleke, Zoon Stander, Pieter Smith, Patricia Lewis, Guillaume, Pieter Koen, Mandoza and Boet Pretorius
- Catchup Song And Every Cricket Hit [59](2003) CD released 2005
- Oh Schuks... I'm Gatvol[60] (2004)[61] Feat Dig a Little Deeper (Don Clarke) re-released in 2015 for Musicians Against Xenophobia[62]
- Op Dun Eish (2006) Feat songs written by Don Clarke[63] and Mike Valentine[64]
- Hie' Kommie Bokke 2! [65](2007)
- Dra Die Bok [66](2008)

## Сингли
- Hou Jou Bek (Dolce/Schuster) / Ek Was Op Jou Troue (Robinson/Schuster/Rautenbach) (1981)[67]
- She Sells Sea Shells / Dis Lekker Innie Army (1982)[68] 7» сингл на вінілі
- Гей, Бокке![69] (2019) З Доном Кларком, у виконанні з Drakondale Girls' Choir і Michaelhouse Choir[70] Digital